# Sartajada
Sartajada ist ein Ort und eine Gemeinde (Municipio) im Nordosten der Provinz Toledo in Spanien mit 100 Einwohnern (Stand: 2024). 

## Lage
Sartajada liegt etwa 75 Kilometer westnordwestlich von Toledo in einer Höhe von ca. 460 m. Der Río Tiétar begrenzt die Gemeinde im Westen und Nordwesten.
In Sartajada herrscht ein kontinentales Klima mit extremen Temperaturen und starken Amplituden. Die Niederschläge (551 mm/Jahr) sind sehr unregelmäßig und selten, meist im Herbst und Frühling konzentriert.

## Bevölkerungsentwicklung
| Jahr      | 1970 | 1981 | 1991 | 2001 | 2011 | 2021 |
| Einwohner | 150  | 129  | 128  | 121  | 108  | 97   |

## Sehenswertes

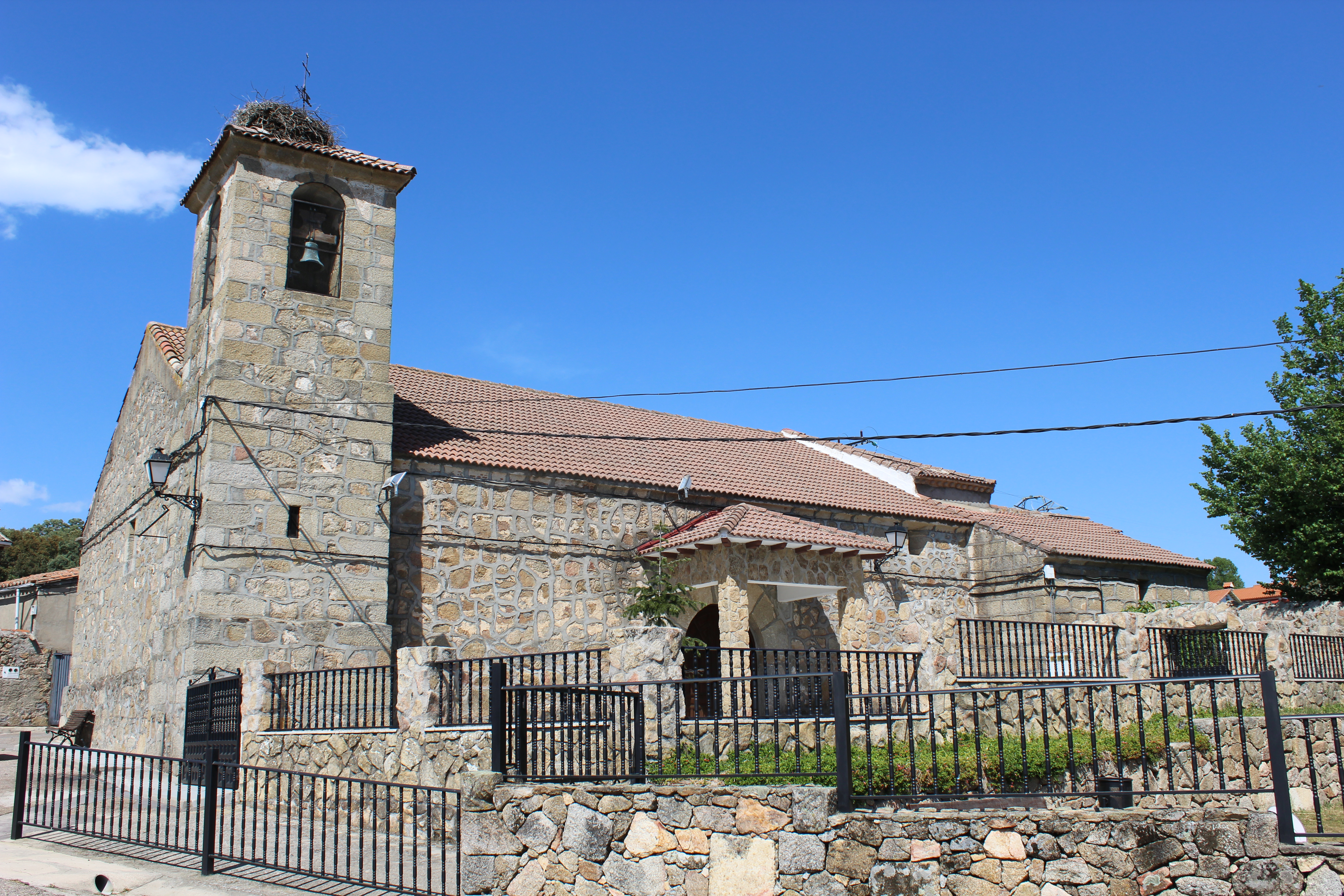
Jakobuskirche
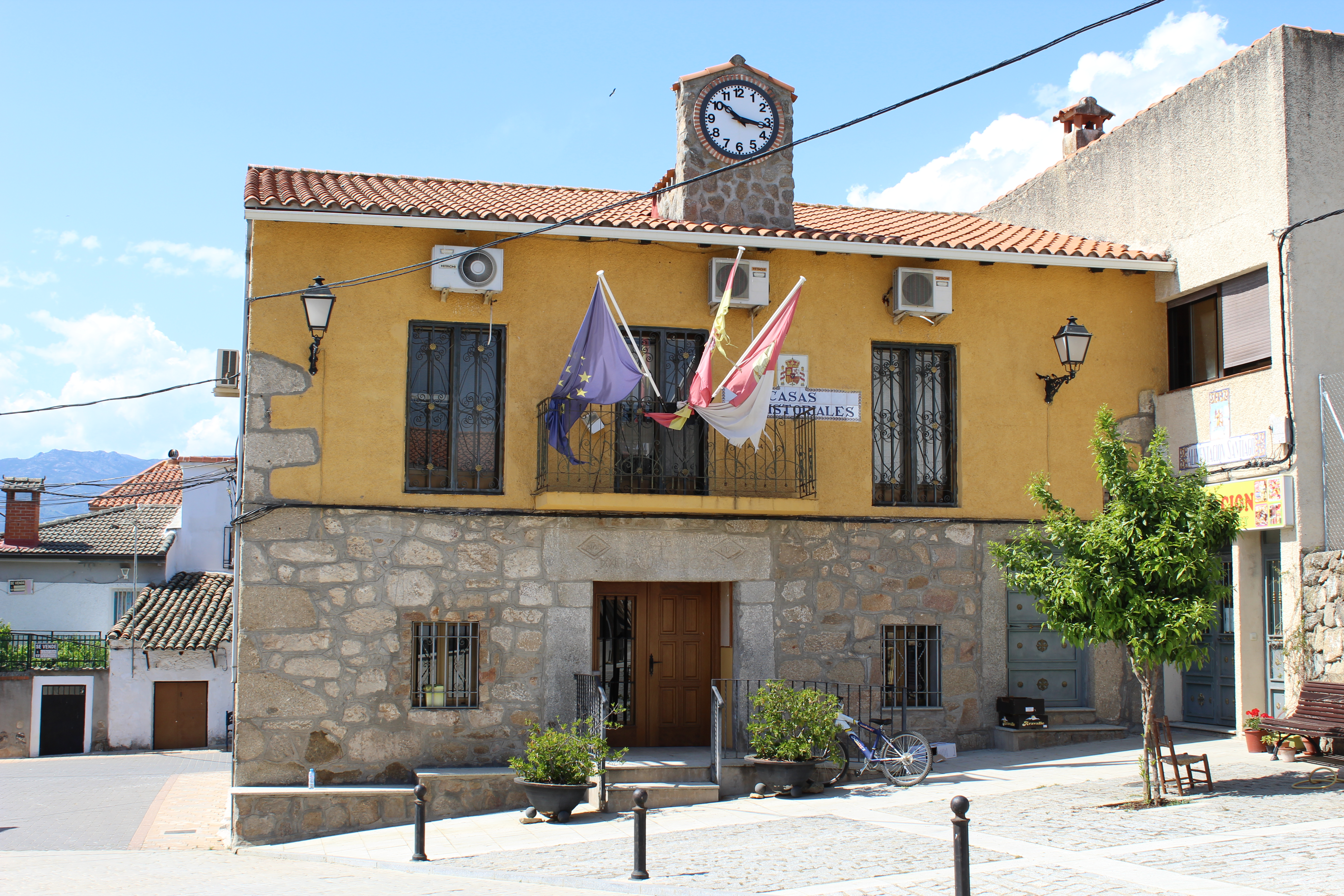
Rathaus

- Jakobuskirche
- Rathaus